# آلیسون استدمن
آلیسون استدمن (به انگلیسی: Alison Steadman) (زاده ۲۴ اوت ۱۹۴۶)، بازیگر اهل انگلستان است.

## بخشی از فیلمشناسی
از فیلم‌ها یا برنامه‌های تلویزیونی که وی در آن نقش داشته‌است می‌توان به آثار زیر اشاره کرد.
- قهرمانان (۱۹۸۴)
- آقای وقت‌شناس (۱۹۸۶)
- دوشنبه طوفانی (۱۹۸۸)
- ماجراهای بارون مایچوزن (۱۹۸۸)
- زندگی شیرین است (فیلم ۱۹۹۰) (۱۹۹۰)
- وارونه (فیلم ۱۹۹۹) (۱۹۹۹)
- زندگی و مرگ پیتر سلرز (۲۰۰۴)
- کامیاب‌ها (۲۰۱۴)
- ارتش بابا (فیلم ۲۰۱۶) (۲۰۱۶)